# 聖胡安德查斯尼亞區
13°55′26″S 73°10′54″W / 13.92389°S 73.18167°W
聖胡安德查斯尼亞區（西班牙語：Distrito de San Juan de Chacña），是秘魯的一個區，位於該國南部阿普里馬克大區的艾馬賴斯省，始建於1964年4月17日，面積86.1平方公里，海拔高度2,854米，2005年人口1,269，人口密度每平方公里15人。